# شبيب بن تيمور
شبيب بن تيمور بن فيصل آل بو سعيد (22 أغسطس 1943 - ) هو عم السلطان الراحل قابوس بن سعيد و السلطان الحالي هيثم بن طارق. ولد في بومباي. شغل منصب مستشار جلالة السلطان لشؤون البيئة.